# Національна дорога 12 (Польща)
Національна дорога 12 (пол. Droga krajowa nr 12, DK12) — національна дорога класу S (швидка), GP (прискорений рух) та місцями G (головна), що проходить широтно територією Польщі від кордону з Німеччиною в Ленкниці до кордону з Україною в Дорогуськ — Бердище. Проходить через 6 воєводств: Любуське, Нижньошльонське, Великопольське, Лодзінське, Мазовецьке та Люблінське. Вона перетинає національну дорогу 18 (кінцева автомагістраль A18) на роз'їзді Królów та автомагістраль A1 на роз'їзді Tuszyn. Східні ділянки маршруту є частиною європейських трас E372 і E373. Загальна протяжність дороги № 12 становить 757 км (з урахуванням швидкісних ділянок з позначкою S12).
Крім інших коротких міських ділянок, дорога має спільний маршрут з національною дорогою 11 на ділянці Яроцин — Плешев (19 км), швидкісною дорогою S8 на ділянці Серадз — Жгув (58 км) та між Пйотркув-Трибунальським північ та Пйотркув-Трибунальський схід (3,4 км), з національною дорогою 91 на ділянці Жгув — Пйотркув-Трибунальський (32,2 км), з національною дорогою 74 на ділянці Пйотркув-Трибунальським — Сулеюв (12,2 км) та на ділянці зі швидкісною дорогою S17 (E372) від розв'язки Курів захід до розв'язки Пяски — схід.
Через Любуське воєводство двічі пролягає траса національної дороги № 12. Залишивши її за Шпротавою і пройшовши через Нижню Сілезію, вона знову зустрічає Любуське воєводство в Шліхтинговій і пролягає кілька кілометрів через Всхова до кордону з Великопольським воєводством.

## Міста вздовж маршруту 12
- Ленкниця — кордон з Німеччиною — кільцева дорога
- Тшебель — кільцева дорога
- Крулюв (A18)
- Жари (DK27) — кільцева дорога
- Жагань — кільцева дорога центру
- Шпротава — кільцева дорога
- Пшемкув
- Дрозов (S3)
- Глогув — планована кільцева дорога
- Шліхтинґова
- Всхова — планована кільцева дорога
- Лешно (S5)
- Гостинь
- Борек-Великопольський — кільцева дорога
- Ярачево
- Яроцин (S11, DK11, DK15)
- Плешев (DK11)
- Каліш (DK25)
- Опатувек
- Блашки
- Серадз (S8, DK83) — кільцева дорога S8/DK12
- Здунська Воля (S8) — кільцева дорога S8/DK12
- Ласьк (S8) — кільцева дорога S8/DK12
- Паб'яниці (S8, S14, DK71) — кільцева дорога S8/DK12
- Жгув (S8, DK91) — кільцева дорога S8/DK12
- Тушин (DK91)
- Голигув (A1, S8, DK91)
- Пйотркув-Трибунальський (A1, S8, DK74, DK91) — чотири кільцеві дороги: DK12/DK91, S8/DK12/DK74/DK91, DK12/DK74/DK91 та DK12/DK74
- Сулеюв (DK74)
- Опочно — кільцева дорога
- Пшисуха
- Славно (S7)
- Радом (DK9)
- Зволень (DK79)
- Пулави — кільцева дорога S12
- Курів (S17) — кільцева дорога S12 / S17
- Люблін (S17, S19) — кільцева дорога S12 / S17 / S19
- Елізувка (S17, S19, DK19) — кільцева дорога S12 /S17/S19
- Длуґе (S17, DK82) — кільцева дорога S12 / S17
- Свідник (S17) — кільцева дорога S12 / S17
- Пяски (S17, DK17) — кільцева дорога S12 / S17
- Холм — запланований швидкісний об'їзд по S12
- Бердище — кордон з Україною